# Sciapus nigricornis
Sciapus nigricornis är en tvåvingeart som först beskrevs av Friedrich Hermann Loew 1869.  Sciapus nigricornis ingår i släktet Sciapus och familjen styltflugor. Inga underarter finns listade i Catalogue of Life.